# 테오시스

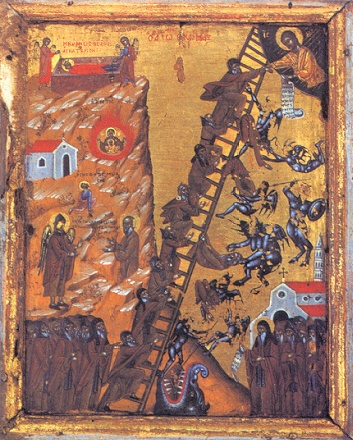
신성한 상승의 사다리의 이콘(the steps toward theosis as described by John Climacus) 수도자들이 사다리를 타고(떨어지고) 예수께 올라가는 모습을 보여준다.

테오시스(고대 그리스어: θέωσις), 또는 신화(神化)는 동방 가톨릭교회와 동방 정교회가 가르치는 바와 같이 하느님과 닮거나 연합하는 것을 목적으로 하는 변화적인 과정이다. 같은 개념은 또한 로마 가톨릭 교회의 라틴 전례에서 발견되며, 여기서 이는 신성화라고 불러진다. 변화의 과정으로서 테오시스는 카타르시스(마음과 몸의 정화)와 테오리아(하느님의 직관을 통한 조명)의 결과에 의해 생겨난다. 동방정교의 가르침에 따르면, 테오시스는 인생의 목적이다. 이는 오직 인간의 활동과 하느님의 창조되지 않은 힘들(혹은 작업)의 협력(협동)으로 성취할 수 있다고 여겨진다.
이에로테오스에 따르면, 동방 정교회 신학에서 테오시스의 으뜸은 비잔틴 신학(역사적으로 비잔틴 신학의 주요 옹호자들에 의해 이해된 것처럼)이 서양의 이성적인 사고 전통으로 더 자주 보이는 것보다 교회의 성인들이나 신비주의자들의 직접적인 영적 통찰력에 라틴 가톨릭 신학보다 더 많이 기초하고 있다는 사실과 직접적으로 관련이 있다. 비잔틴 기독교인들은 올바른 인지에서 "하느님과의 연합의 길을 따르지 않는 사람은 누구도 신학자가 될 수 없다"고 생각한다. 따라서 비잔틴 기독교에서의 신학은 주로 학문적 추구로 취급되지 않는다. 대신에 적용된 계시에 근거하며(인식론 참조), 신학자의 일차적 타당성 확인은 오히려 지적 훈련이나 학문적 적성(스콜라 철학 참조)보다 거룩하고 금욕적인 삶으로 이해된다.

## 같이 보기
- 신격화
- 완전 성화교리
- 영화 (기독교)
- 은자
- 성결 운동
- 십자가의 요한
- 블라디미르 로스키
- 신비주의
- 구원론

## 참고문헌
- Bartos, Emil (1999). 《Deification in Eastern Orthodox Theology: An Evaluation and Critique of the Theology of Dumitru Stăniloae》. Paternoster Biblical and Theological Monographs. Paternoster Press. ISBN 978-0-85364-956-4.
- Kapsanis, George (2006). 《Theosis: The True Purpose of Human Life》 (PDF) 4판. Mount Athos, Greece: Holy Monastery of St. Gregorios. ISBN 960-7553-26-8. 2014년 5월 8일에 확인함.
- Vlachos, Hierotheos (1994). 〈The Difference Between Orthodox Spirituality and Other Traditions〉. 《Orthodox Spirituality: A Brief Introduction》. Levadia, Greece: Birth of the Theotokos Monastery. ISBN 978-960-7070-20-3. 2017년 6월 10일에 확인함 – Orthodox Christian Information Center 경유.
- Lossky, Vladimir (2002) [1957]. 《The Mystical Theology of the Eastern Church》. Crestwood, New York: St. Vladimir's Seminary Press. ISBN 978-0-913836-31-6.